# Mükremin Aktaş
Mükremin Aktaş (ur. 2001) – turecki zapaśnik walczący w stylu klasycznym. Czwarty w Pucharze Świata w 2022. Trzeci na ME kadetów w 2017 roku.